# Eva Schütte
Eva Hedwig Laura Schütte (*  25. Oktober 1914 in Berlin; † 26. Januar 1998 in Bremen) war eine deutsche Politikerin (FDP) und Mitglied der Bremischen Bürgerschaft.

## Biografie

### Familie und Beruf
Schütte war die Tochter des Liberalen Dr. Loefler. Sie wuchs in Berlin auf und die Familie zog 1929 nach Heilbronn um, wo sie 1933 ihr Abitur machte. Als Au-pair-Mädchen sammelte sie danach Lebenserfahrung in Spanien. Anschließend absolvierte sie eine Lehre als Fotolaborantin und war in diesem Beruf tätig. 1938 heiratete sie  Walter Schütte und beide zogen nach Berlin. Sie hatten drei Kinder. 1943 evakuierte die Familie in einen Ort bei Bremen; in Bremen wohnte die Familie seit 1950. 

### Politik
1959 wurde Schütte Mitglied der FDP und bald darauf Vorsitzende der FDP-Frauengruppe in Bremen.
Sie war von 1967 bis 1979 für die FDP zwölf Jahre lang Mitglied der Bremischen Bürgerschaft und in verschiedenen Deputationen und Ausschüssen der Bürgerschaft tätig, u. a. in der Deputation für das Bildungswesen und von 1975 bis 1979 in der für zentrale Planung. Bei den Bildungsreformen der 1970er Jahre in Bremen sprach sie sich für behutsame Reformen bei der Integration der Schulstufen aus. Sie war von 1975 bis 1979 Schriftführerin der Bürgerschaft. Tendenziell zählte sie zu den linksliberalen Politikerinnen in der FDP. Sie war zudem als Abgeordnete von 1967 bis 1971 Mitglied des Verkehrsvereins.
Sie engagierte sich im Bremer Frauenausschuss (BFA). Von 1967 bis 1973 war sie Vorsitzende des BFA. Ihre Nachfolgerin wurde Hannelore Spies (CDU). Im BFA kämpfte sie für die rechtliche und tatsächliche Gleichberechtigung der Frau in der Gesellschaft. Nach 1973 vertrat sie bis 1977 den BFA im Rundfunkrat von Radio Bremen.

### Ehrungen
- Verdienstkreuz 1. Klasse (1984)